# L'últim destacament
"L'últim destacament" (títol original en anglès "The Last Outpost") és el cinquè episodi de la primera temporada de la sèrie de televisió de ciència-ficció estatunidenca Star Trek: La nova generació, es va emetre originalment el 19 d'octubre de 1987, en redifusió als Estats Units. L'episodi va ser escrit per Herbert Wright, basat en una història de Richard Krzemien, i dirigit per Richard Colla. El repartiment convidat incloïa Armin Shimerman, Jake Dengel i Tracey Walter. Tot i que aquesta va ser la primera aparició de Shimerman com a ferengi, anteriorment havia filmat la seva primera aparició en un paper no acreditat a "Refugi", però que es va emetre després de "L'últim destacament" . Més tard obtindria el paper del ferengi Quark al repartiment principal de Star Trek: Deep Space Nine.
Ambientada al segle XXIV, la sèrie segueix les aventures de la tripulació de la nau de la Flota Estel·lar de la Federació Enterprise-D. En aquest episodi, l' Enterprise persegueix una nau estel·lar Ferengi fins al planeta Gamma Tauri IV, on ambdues naus estan desactivades per un drenatge d'energia desconegut. Teletransporten els equips de cada nau fins al planeta on troben un sistema automatitzat deixat per l'Imperi Tkon.
Aquest episodi va marcar la primera aparició a la pantalla dels ferengi, que s'havien esmentat anteriorment a la sèrie. Tenien la intenció de substituir els papers antagonistes que els klíngons i els romulans tenien a Star Trek (sèrie original) a la nova sèrie, però aquesta idea es va abandonar després de la seva primeres aparicions. El seu aspecte va ser creat per Andrew Probert amb modificacions per Michael Westmore. El disseny del tatuatge va ser creat per Mike Okuda, mentre que Probert també va ser responsable del disseny de la seva nau estel·lar.

## Argument
L'Enterprise persegueix un vaixell Ferengi que ha robat un convertidor d'energia d'una nau de la Federació no tripulada  avançada. Tot i que la Federació coneixia els Ferengi, aquest és el primer contacte amb l'espècie, i es creu que els ferengi es troben a un nivell tecnològic similar a ells. Quan la persecució passa pel planeta Delphi Ardu IV, ambdues naus pateixen drenatges d'energia que fan que s'aturin. Cada tripulació creu inicialment que el drenatge d'energia és causat per l'altre nau, però el capità Jean-Luc Picard (Patrick Stewart) s'adona que els ferengi estan tan confosos com ells, i ordena a la tripulació que investigui el planeta. L'oficial d'Operacions Lt. Cdr. Data (Brent Spiner) informa que el planeta sembla haver estat una vegada un lloc avançat remot de l' "Imperi Tkon" que es va extingir fa 600.000 anys (durant el Plestocè mitjà). Picard es posa en contacte amb els ferengi i els fa acordar explorar mútuament el planeta de sota per intentar trobar la font del drenatge d'energia.
Al planeta, l'equip visitant està momentàniament separat a causa dels efectes del camp d'energia sobre els transportadors. Es reagrupen però són atacats i lligats pels ferengis, que creuen que la tripulació de l' Enterprise estava planejant emboscar-los. L'equip visitant s'allibera i comença a intercanviar el foc d'armes, però l'energia expulsada és absorbida per una estructura cristal·lina propera. Data investiga l'arbre i desperta una entitat que es mostra com un humanoide i s'anomena Portal 63 (Darryl Henriques), "un guardià de l'Imperi Tkon". El Portal 63 pregunta als dos grups si busquen entrar a l'Imperi Tkon, i no entén quan se li diu que fa temps que els Tkon han desaparegut.
Els ferengi acusen l'equip de l'Enterprise de ser una força hostil; el comandant William Riker (Jonathan Frakes) admet que són hostils als ferengi, confirmant inadvertidament que la humanitat és realment hostil als ulls del Portal 63, que avança, aparentment disposat a atacar Riker, i afirma que la seva espècie és bàrbara. Riker respon: "La por és el veritable enemic, l'únic enemic", mentre no s'inclina quan arriba l'atac. Portal 63 ho accepta i es retira del repte, satisfet que la Federació sigui civilitzada, i permet que l' Enterprise surti lliure. A més, ofereix a Riker l'oportunitat de destruir el vaixell ferengi, però ell declina amb el motiu que els ferengi no aprendrien res d'una acció així. Els dos equips visitants tornen a les seves naus amb l'energia restaurada, i els Ferengi tornen el convertidor d'energia robat. Com a mitjà d'agraïment irònic,  Riker suggereix enviar als ferengi una caixa de trampa xinesa, una joguina que va fascinar a Data quan es va quedar atrapat en una anteriorment a la missió.

## Repartiment i doblatge al català
La sèrie va ser doblada al català pels estudis Tramontana (primera part) i Soundtrack (segona part) i emesa a TV3 l’any 1991. Els dobladors de l'episodi foren:
| Personatge      | Actor/actriu     | Veu en català     |
| --------------- | ---------------- | ----------------- |
| Jean-Luc Picard | Patrick Stewart  | Joan Crosas       |
| William Riker   | Jonathan Frakes  | Antoni Forteza    |
| Data            | Brent Spinner    | Joaquim Sota      |
| Geordi La Forge | LeVar Burton     | Aleix Estadella   |
| Worf            | Michael Dorn     | Enric Arquimbau   |
| Beverly Crusher | Gates McFadden   | Pilar Rubiella    |
| Deanna Troi     | Marina Sirtis    | Alicia Laorden    |
| Tasha Yar       | Denise Crosby    | Teresa Manresa    |
| Wesley Crusher  | Will Wheaton     | Roger Pera        |
| Portal          | Darryll Enriques | Isidro Solà       |
| Letek           | Armin Shimerman  | Joan Pera         |
| Kayron          | Tracey Walter    | Manuel Català     |
| Mordoc          | Jake Dengel      | Enric Casamitjana |
| Daimon Tarr     | Mike Gomez       | Pep Madern        |

## Producció

### Creant els Ferengi
El creador de Star Trek, Gene Roddenberry, va decidir ben aviat que no volia repetir els adversaris de Star Trek (sèrie original) a La nova generació. En aquesta mesura, la "bíblia" produïda abans de l'inici de l'espectacle deia categòricament "No hi ha històries sobre  guerra amb klíngons o romulans". Els ferengi van ser dissenyats per Roddenberry i Herbert Wright per omplir aquest buit. Van ser esmentats als episodis previs a "L'últim destacament", que va marcar la seva primera aparició a la pantalla. Després de tornar a aparèixer més tard a la primera temporada a "La batalla", els productors van pensar que no feien un adversari adequat i es van abandonar els plans per continuar utilitzant aquest paper. El seu paper com a vilans principals a La nova generació va ser finalment assumit per Borg. Quan van aparèixer a Deep Space Nine, el seu paper era còmic. L'aspecte dels ferengis i la seva nau va ser creat per Andrew Probert. El vaixell es va inspirar en un limúlid i va ser construït per Greg Jein.
Michael Westmore va ser el responsable de prendre els dissenys de Probert per als ferengi i crear el maquillatge perquè els actors compleixessin amb aquest disseny. En el concepte original de Probert, els ferengi tenien orelles apuntades com un ratpenat. Hi havia la preocupació dels productors que semblarien simplement versions més grans de les ja conegudes orelles dels vulcanians, i per això se li va dir a Westmore que arrodonis les orelles a l'hora de produir la fabricació. Altres elements que es van canviar en l'etapa de maquillatge van ser incloure modificacions al nas per augmentar el volum de les arrugues i deixar caure la idea d'una barbeta estesa, ja que Westmore va pensar que estalviaria temps en aplicar el maquillatge. També es va crear un conjunt de dents superiors falses, que es van afegir a una sola peça del cap i una peça del nas que comprenien les pròtesis per als ferengi. A Westmore no li va agradar quan es va filtrar una foto d'un actor disfressat sense les dents, va dir: "Em va molestar aquesta foto perquè el maquillatge estava incomplet. Després de tot el treball que hi va haver, hauríem volgut el nostre disseny en la forma adequada. La foto era com una versió pirata del nostre maquillatge, perquè cap de nosaltres l'aprovaria mai en aquestes circumstàncies." Michael Okuda va dissenyar un tatuatge de designació de rang que Westmore va aplicar a la part dreta de cada front ferengi. El símbol significa "El gos es menja el gos" i es va pintar de verd, ja que aquest és el color dels bitllets de dòlar dels Estats Units. Cada barra (anomenada per l'equip de producció com a "rocker") al costat del símbol designava un rang, i més barres signifiquen un rang més alt.

### Escriptura i càsting

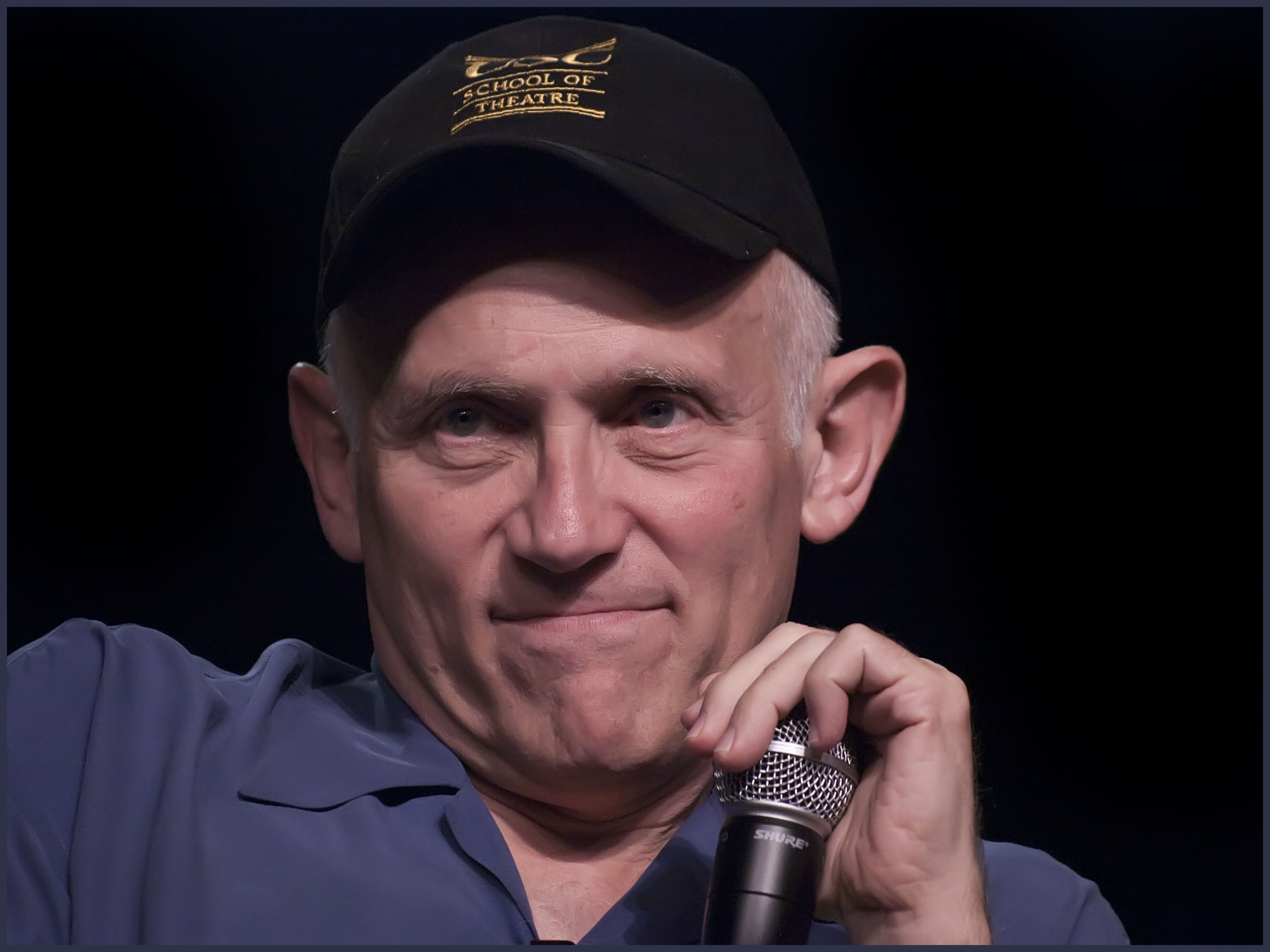
"L'últim destacament" va marcar la primera aparició d'Armin Shimerman com un personatge ferengi; més tard faria el paper de Quark a Deep Space Nine

A l'esborrany original de Richard Krzemien, el Portal s'anomenava Dilo. El productor executiu Maurice Hurley veia Portal com una mena de gos guardià, però pensaven que els ferengi convertien el concepte en "tonteria". El director Richard Colla va considerar que l'episodi tenia problemes que només es van identificar després de finalitzar el rodatge.La idea de Riker d'enviar trampes xineses al vaixell Ferengi al final de l'episodi era una referència a l'episodi "El problema dels tribbles" de La sèrie original on l'enginyer en cap Scott tramsportava un vaixell carregat de tribbles a un vaixell klíngon. Wil Wheaton va recordar més tard que el repartiment no estava satisfet amb l'episodi, ja que no els va agradar diversos aspectes, inclòs la broma dels dits i els ferengi en general. L'episodi també va incloure la primera ocasió que Geordi La Forge va donar un informe al pont de la secció d'enginyeria. Als productors els va agradar tant aquesta imatge que a partir de la segona temporada el personatge es va convertir en l'enginyer en cap.
Les estrelles convidades d'aquest episodi van tornar a aparèixer en diferents papers més tard a la sèrie. Tant Tracey Walter com Mike Gomez van tornar a aparèixer com altres ferengis a l'episodi de la sisena temporada "Trapelles". Aquesta va ser la segona actuació gravada d'Armin Shimerman en un episodi de TNG, encara que la primera que es va emetre. Ha quedat sense acreditar en un paper filmat anteriorment com a cara d'una caixa de regal betazoide a "Refugi". Va fer una altra aparició com un ferengi diferent a "Màxim rendiment" abans d'obtenir el paper principal del repartiment del ferengi Quark a Star Trek: Deep Space Nine. En aquest paper també rodaria una escena per a la pel·lícula Star Trek: Insurrection, però va ser retallat de la versió final de la pel·lícula. Va dir de la seva actuació a "L'últim destacament", "Estava pràcticament interpretant un dolent exagerat; això va resultar molt còmic. Vaig pensar que estava parlant seriosament, però òbviament, no ho era. No va ser greu, perquè no hi havia subtilesa a l'actuació, no hi havia cap intent real de posar-hi collons... Va ser una mala interpretació. Va ser una mala interpretació. Els va agradar, Déu els beneeixi, a Star Trek els va agradar."

## Recepció
"L'últim destacament" es va emetre en redifusió durant la setmana que va començar el 17 d'octubre de 1987. Va rebre una puntuació de Nielsen de 8,9, que reflecteix el percentatge de totes les llars mirant l'episodi durant la seva franja horària. Aquesta va ser la classificació més baixa rebuda per qualsevol episodi durant la primera temporada.
Hi va haver crítiques inicials sobre els ferengi per part dels ressenyadors. Diversos ressenyadors van tornar a veure l'episodi després del final de la sèrie. Keith DeCandido va revisar l'episodi per a Tor.com el maig de 2011, i va elogiar Mike Gomez com el primer Ferengi vist a Star Trek, però va pensar que eren "massa còmics" perquè es prenguessin seriosament d'alguna manera com l'amenaça que el guió volia desesperadament que fossin". Li va donar una puntuació de tres sobre deu. El membre del repartiment Wil Wheaton va veure l'episodi per a AOL TV l'octubre de 2006. Va pensar que l'episodi va veure un cert creixement del personatge, però va considerar que els ferengi "eren una broma total" fins que més tard van ser redimits parcialment per Shimerman com a Quark a "Deep Space Nine". Va pensar que l'episodi no va mostrar una gran millora després de "Moment indefens" i "Codi d'honor" i podria haver fet que el programa perdés espectadors. Li va donar una nota de C.
Mark A. Altman va revisar l'episodi pel llibre Trek Navigator de 1998 afirmant que era "una gran estafa inferior de "L'arena"." James Hunt va escriure sobre l'episodi l'octubre de 2012 per al lloc web Den of Geek. Va pensar que va funcionar "sorprenentment bé" i que el final va ser "Star Trek en el seu millor moment, una gran idea de tonteries filosòfiques".Va elogiar els girs de la trama i va dir que els ferengi "tot i que són completament ridículs, són realment hilarants". Zack Handlen va veure l'episodi per The A.V. Club l'abril de 2010. Va descriure els ferengi com "realment, realment terribles", i va dir que Portal era un dispositiu mandrós que recordava a éssers semblants a Déu a La sèrie original. He gave the episode a grade of C−.
El 2017, Screen Rant va classificar aquest episodi com el 13è pitjor episodi de la franquícia Star Trek.
El 2020, GameSpot va assenyalar que aquest episodi era un dels episodis més estrafolaris de la sèrie..
El videojoc de 2023 Star Trek: Resurgence és una seqüela d'aquest episodi, amb Frakes repetint el seu paper de Riker i Mark Rolston donant veu a Portal 63.

## Mitjans domèstics
El primer llançament de mitjans domèstics de "L'últim destacament" va ser en videocasset VHS l'1 d'abril de 1992, als Estats Units i al Canadà. L'episodi es va incloure més tard a la caixa de DVD de la primera temporada de Star Trek: La nova generació, llançat el març de 2002, i es va publicar com a part de la caixa de la primera temporada Blu-ray el 24 de juliol de 2012.
Els episodis de "Trobada a Farpoint" a "Datalore" es van publicar al Japó a LaserDisc el 10 de juny de 1995, com a part de First Season Part.1. Això va incloure l'episodi de la primera temporada "L'últim destacament", i el conjunt té un temps d'execució total de 638 minuts a través de diversos discs de vídeo òptics de 12 polzades.